# قائمة زملاء الجمعية الملكية المنتخبين في 1857
هذه الصفحة تعرض قائمة زملاء الجمعية الملكية المُنتخبين لعام 1857.

## الزملاء
- جورج بول
- John Welsh (meteorologist) [الإنجليزية]‏
- توماس كيركمان
- أندرو سميث
- ليونيل سميث بيلي
- Henry Clifton Sorby [الإنجليزية]‏
- جون مارشال [الإنجليزية]‏
- George Bowdler Buckton [الإنجليزية]‏
- جوزيف وايتوورث
- روبرت سميث [الإنجليزية]‏
- تشارلز بياتزي سمايث
- رولاند هيل
- William Marcet [الإنجليزية]‏
- Thomas Davidson (palaeontologist) [الإنجليزية]‏
- جورج غروت